# Rhodospingus cruentus
Rhodospingus cruentus là một loài chim trong họ Thraupidae.

## Hình ảnh

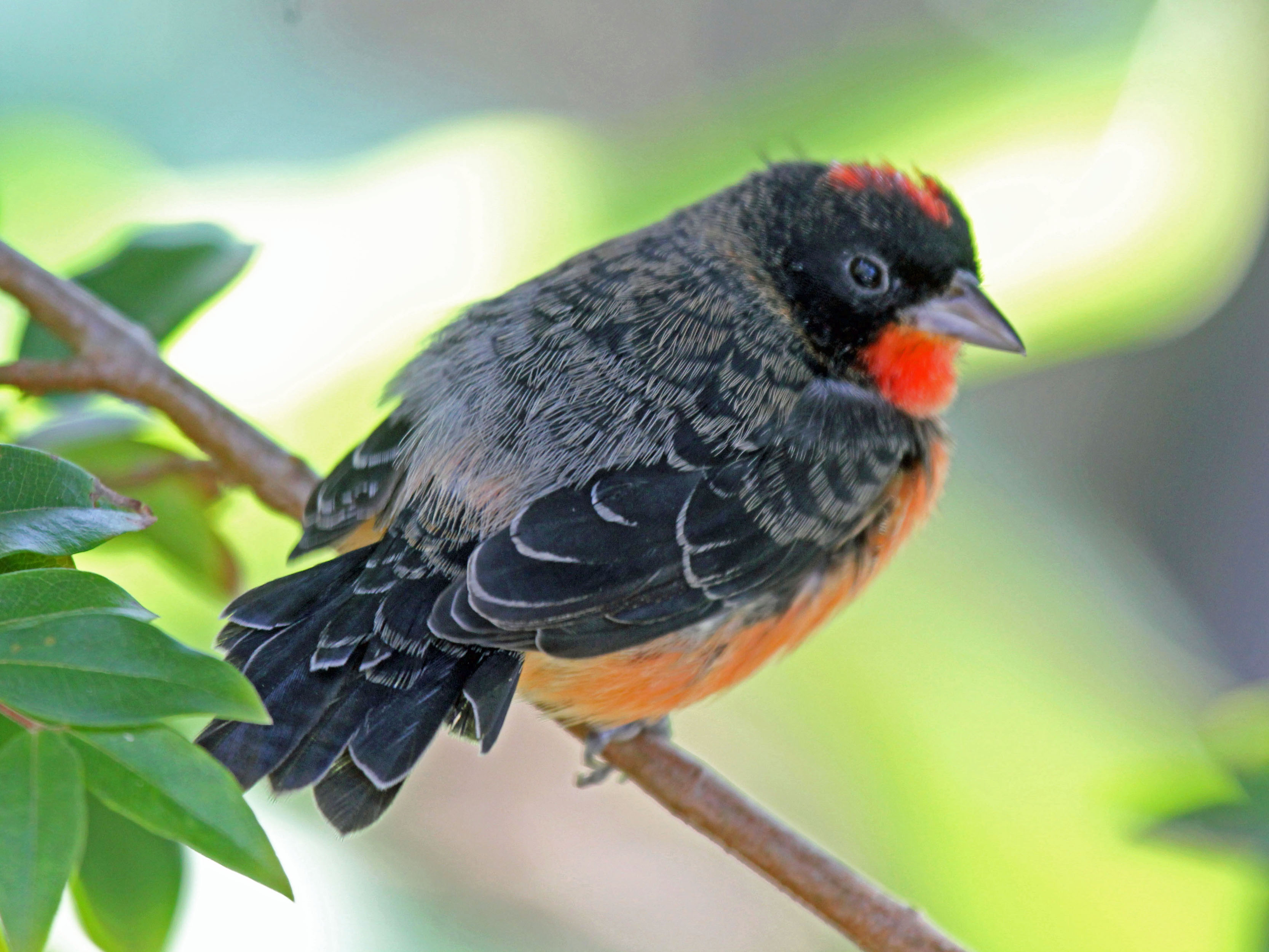
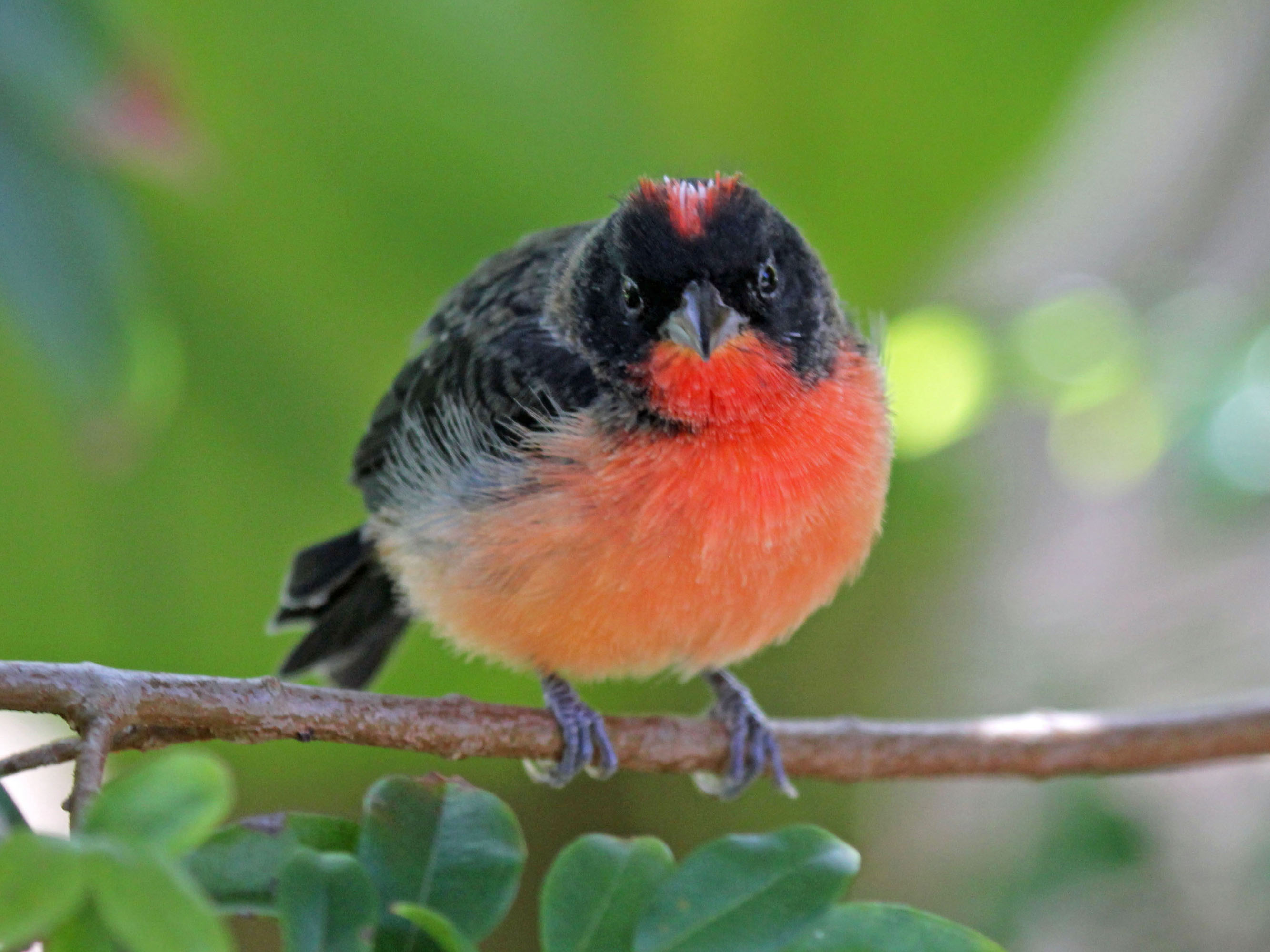